# Thor: Svet teme
Thor: Svet teme je ameriški superjunaški film  iz leta 2013, ki temelji na istoimenskem liku iz Marvelovih stripov. Produciral ga je Marvel Studios, distribuiral pa Walt Disney Studios Motion Pictures. Je nadaljevanje filma Thor (2011) in osmi film v filmskem vesolju Marvel (MCU). Film je režiral Alan Taylor po scenariju Christopherja Yosta, Christopherja Markusa in Stephena McFeelyja. V filmu igrajo Chris Hemsworth, Natalie Portman, Tom Hiddleston, Stellan Skarsgård, Idris Elba, Christopher Eccleston, Adewale Akinnuoye-Agbaje, Kat Dennings, Ray Stevenson, Zachary Levi, Tadanobu Asano, Jaimie Alexander, Rene Russo in Anthony Hopkins. V filmu se Thor in Loki združita, da bi rešila Devet kraljestev pred temnimi zlikovci.
Projekt za razvoj filma o nadaljevanju Thora se je začel aprila 2011, ko je producent Kevin Feige napovedal načrte, da bo sledil navzkrižnemu filmu MCU Maščevalci (2012). Julija se je režiser predhodnega filma Kenneth Branagh odločil, da ne bo sodeloval pri projektu in se umaknil. Januarja 2012 so Taylorja najeli za režiserja. Stranski igralski zasedbi sta se avgusta istega leta pridružila Eccleston in Akinnuoye-Agbaje. Snemanje je potekalo od septembra do decembra 2012, predvsem v Surreyu v Angliji, pa tudi na Islandiji in v Londonu.  Za filmsko glasbo so najeli Carterja Burwella, vendar ga je Marvel kmalu zamenjal z Brianom Tylerjem.
Thor: Svet teme je bil premierno predvajan v gledališču Odeon Leicester v Londonu 22. oktobra 2013, v Združenih državah pa je bil izdan 8. novembra kot del druge faze MCU. Film je bil komercialno uspešen, saj je po vsem svetu zaslužil več kot 644 milijonov dolarjev in postal deseti najbolj dobičkonosni film leta 2013. Prejel je pohvale kritikov za Hemsworthov in Hiddlestonov nastop, vizualne prizore in akcijske prizore, vendar pa so kritizirali splošnega negativca. Po izidu je Taylor izrazil nezadovoljstvo s filmom in dejal, da ga je Marvel med postprodukcijo bistveno spremenil od njegovega prvotnega načrta. Izšli sta dve nadaljevanji: Thor: Ragnarok (2017) in Thor: Ljubezen in grom (2022).

## Vsebina
Pred eoni Bor – Odinov oče – vodi vojno proti temnemu zlikovcu Malekithu, ki poskuša uporabiti orožje, znano kot Aeter, proti Devetim kraljestvom. Potem, ko premaga Malekithove sile na njihovem domačem svetu Svartalfheim, Bor pošlje Aeter v skriti svet, ki ga nihče ne more doseči. Vendar pa Malekith pobegne s svojim poročnikom Algrimom in peščico Temnih zlikovcev.
V današnjem Asgardu Odin zapre Lokija zaradi njegovih številnih zločinov na Zemlji. Medtem Thor in njegovi spremljevalci zavrnejo prizadevanja za Vanaheim, da bi dosegli Devet kraljestev po obnovitvi Bifrösta - "mavričnega mostu" med kraljestvi, ki je bil uničen dve leti prej. Asgardijci izvejo, da je Konvergenca, redka poravnava Devetih kraljestev, neizbežena; ko se dogodek približuje, se portali, ki povezujejo svetove, naključno pojavijo.
V Londonu pa medtem astrofizičarka dr. Jane Foster odpotuje v zapuščeno tovarno, kjer se pojavijo takšni portali. Fosterjeva je teleportirana v skriti svet, kjer je shranjen Aeter, ta pa vstopi v njeno telo. Thor najde Fosterjevo in jo odpelje v Asgard, kjer Odin opozori, da je Aether ne bo samo ubil, ampak da tudi napoveduje katastrofalno prerokbo.
Malekith, ki se prebudi zaradi izpusta Aetra, napade Asgard, da bi našel Fosterjevo. Thorjeva mati Frigga umre, ko jo poskuša zaščititi. Thor nato izpusti Lokija, kateri ve za skrivni portal v Svartalfheim, kjer se nameravajo soočiti z Malekithom, da bi se mu maščevali zaradi Friggine smrti. Na Svartalfheimu Loki uporabi iluzijo, da bi pretental Malekitha, da izvleče Aeter iz Fosterjeve, vendar Thorov poskus, da bi ga uničil, ne uspe. Malekith se združi z Aetrom in izgine, ko Loki navidezno umre.
Thor in Foster se ponovno srečata v Londonu s Fosterjevim mentorjem dr. Erikom Selvigom. Ugotovijo, da namerava Malekith potopiti celotno vesolje v temo, tako da bo uporabil Aeter v središču konvergence v Greenwichu. Thor se kmalu spopade z Malekithom na več svetovih, medtem ko Janeina skupina uporabi njihovo znanstveno opremo za prevoz Malekitha v Svartalfheim, kjer ga zdrobi njegova lastna ladja. Thor se nato vrne v Asgard, kjer zavrne Odinovo ponudbo, da prevzame prestol. Ko odide, se ugotovi, da je Loki živ in da se predstavlja kot Odin.
V prizoru po koncu filma Volstagg in Sif obiščeta Zbiratelja in mu zaupata Aeter v skrb; ker je Tesseract že v Asgardu, jih skrbi, da bi bilo imeti dva neskončna kamna tako blizu skupaj, nevarno. Ko odidejo, Zbiralec izrazi svojo željo po pridobitvi ostalih petih kamnov. V poznejšem prizoru Foster in Thor ponovno preživita skupaj čas na Zemlji.

## Vloge
- Chris Hemsworth – Thor
- Natalie Portman – Jane Foster
- Tom Hiddleston – Loki
- Stellan Skarsgård – Erik Selvig
- Idris Elba – Heimdall
- Christopher Eccleston – Malekith
- Adewale Akinnuoye-Agbaje – Algrim (Kurse)
- Kat Dennings – Darcy Lewis
- Ray Stevenson – Volstagg
- Zachary Levi – Fandral
- Tadanobu Asano – Hogun
- Jaimie Alexander – Sif
- Rene Russo – Frigga
- Anthony Hopkins – Odin